# الکساندر افاناسیف-چوژبینسکی
الکساندر افاناسیف-چوژبینسکی (روسی: Александр Степанович Афанасьев؛ ۱۲ مارس ۱۸۱۷ – ۱۸ سپتامبر ۱۸۷۶) شاعر، و فرهنگ‌نویس اهل امپراتوری روسیه بود.